# Kholmskölden
Kholmskölden (tyska Cholmschild) var en tysk militär utmärkelse som tilldelades soldater som hade deltagit i slaget vid Kholm år 1942. Kholmskölden instiftades av Adolf Hitler den 21 juli 1942.

### Webbkällor
- ”Cholm Shield” (på engelska). Wehrmacht-Awards.com. Arkiverad från originalet den 7 december 2012. https://www.webcitation.org/6Ck6B2L0A?url=http://www.wehrmacht-awards.com/campaign_awards/shields/cholm.htm. Läst 7 december 2012.